# Varkovîci, Dubno
Varkovîci (în ucraineană Варковичі) este localitatea de reședință a comunei Varkovîci din raionul Dubno, regiunea Rivne, Ucraina.

## Demografie
Componența lingvistică a localității Varkovîci
     Ucraineană (99,26%)
     Alte limbi (0,74%)
Conform recensământului din 2001, majoritatea populației localității Varkovîci era vorbitoare de ucraineană (99,26%), existând în minoritate și vorbitori de alte limbi.